# Rahab (personatge)
Rahab (/ˈreɪhæb/; hebreu: רָחָב‎, hebreu modern: Raẖav, hebreu tiberià: Rāḥāḇ, ‘ample’, ‘gran’; àrab: راحاب, Rāḥāb) era, segons el Llibre de Josuè, una dona que va viure a Jericó, a la Terra Promesa, i va ajudar els israelites a capturar la ciutat amagant dos homes que havien estat enviats a explorar la ciutat abans del seu atac. Al Nou Testament, se l'elogia tant com un exemple de santa que va viure per fe, i com algú «considerat just» per les seves obres.
La biblia del rei Jaume mostra el seu nom com Rachab, partint de la seva grafia literal en grec, que difereix de l'ortografia de Rahab de Jaume i Hebreus. La majoria de les versions modernes el mostren com Rahab ignorant la distinció.

## La professió de Rahab
L'hebreu אשה זונה (ishah zonah), utilitzat per descriure Rahab a Josuè 2:1, significa literalment «una prostituta». En els textos rabínics, però, s'explica la possible traducció com una «hostalera», basada en el Targum arameu: פונדקאית. El nom de Rahab és presumiblement la forma abreujada d'un nom de frase rāḥāb-N, «el déu N s'ha obert / eixamplat (el ventre?)». L'hebreu zōnâ pot referir-se a la prostitució secular o cultual, i es creu que aquesta última va ser un element invariable de la pràctica religiosa cananea, encara que els estudis recents ho han discutit. Tanmateix, hi havia una paraula separada, qědēšâ, que es podia utilitzar per designar prostitutes de la varietat cultual.
Josep esmenta que Rahab tenia una fonda, però no diu res sobre si la única font d'ingressos era el lloguer d'habitacions. No era estrany que dins del mateix edifici hi funcionessin tant una fonda com un bordell, de manera que entrar a la propietat de Rahab no era necessàriament una desviació de les ordres de Josuè. De fet, tal com assenyala Robert Boling, aquest establiment podria haver representat un lloc ideal perquè els espies recopilessin informació. Diversos investigadors han assenyalat que el narrador de Josuè 2 podria haver volgut recordar als lectors la "simbiosi immemorial entre el servei militar i les casa de mala vida".
Al Nou Testament cristià, l'epístola de Jaume i l'epístola als hebreus segueixen la tradició establerta pels traductors de la Septuaginta en utilitzar la paraula grega "πόρνη" (pórnē, que normalment es tradueix al català com "prostituta") per descriure Rahab.
William L. Lyons va observar que els intèrprets bíblics han vist Rahab com un model d'hospitalitat, misericòrdia, fe, paciència i penediment en la seva interacció amb els espies de Josué. Així, la prostituta de Jericó es va convertir en un model de virtut.

## A la Bíblia hebrea

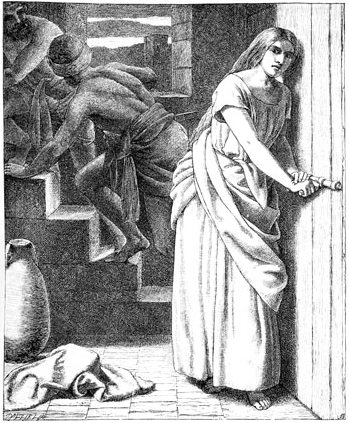
Rahab rep i oculta els espies de Frederick Richard Pickersgill (1881)

Segons el llibre de Josuè, quan els hebreus estaven acampats a Xittim, a la vall "Arabah" o Jordà davant de Jericó, disposats a travessar el riu, Josuè, com a darrera preparació, va enviar dos espies per investigar els les forces que protegien la ciutat. Els espies es van allotjar a la casa de Rahab, que estava construïda a la muralla de la ciutat. Els soldats enviats per capturar els espies van demanar a Rahab que els tragués a fora. Ella, en canvi, els va amagar sota farcells de lli al terrat. Era l'època de la collita de l'ordi, i el lli i l'ordi estan madurs alhora a la vall del Jordà, de manera que "era d'esperar que els farcells de tiges de lli estiguessin assecant-se en aquells moments".

Rahab va dir als espies:
| «                                     | Jo sé que el Senyor ha posat el país a les vostres mans, i tots estem esgarrifats: els habitants d’aquesta terra es fonen de por només de pensar en vosaltres. Hem sentit a dir que, temps enrere, quan sortíeu d’Egipte, el Senyor va eixugar les aigües del Mar Roig perquè hi poguéssiu passar i també que heu consagrat a l’extermini Sehon i Og, els dos reis amorreus de l’altra banda del Jordà. Ho hem sabut i hem quedat descoratjats i sense esma per a resistir-vos, perquè el Senyor, el vostre Déu, és realment Déu dalt al cel i aquí baix a la terra. Ara, doncs, jureu-me pel Senyor que tractareu la meva família amb la mateixa benevolència amb què jo us he tractat a vosaltres. Doneu-me un senyal segur que estalviareu el meu pare, la meva mare, els meus germans i germanes i tot el que tenen, i que no permetreu que ens matin. | » |
| — Josuè 2:9–13, Versió del rei Jaume. | |   |

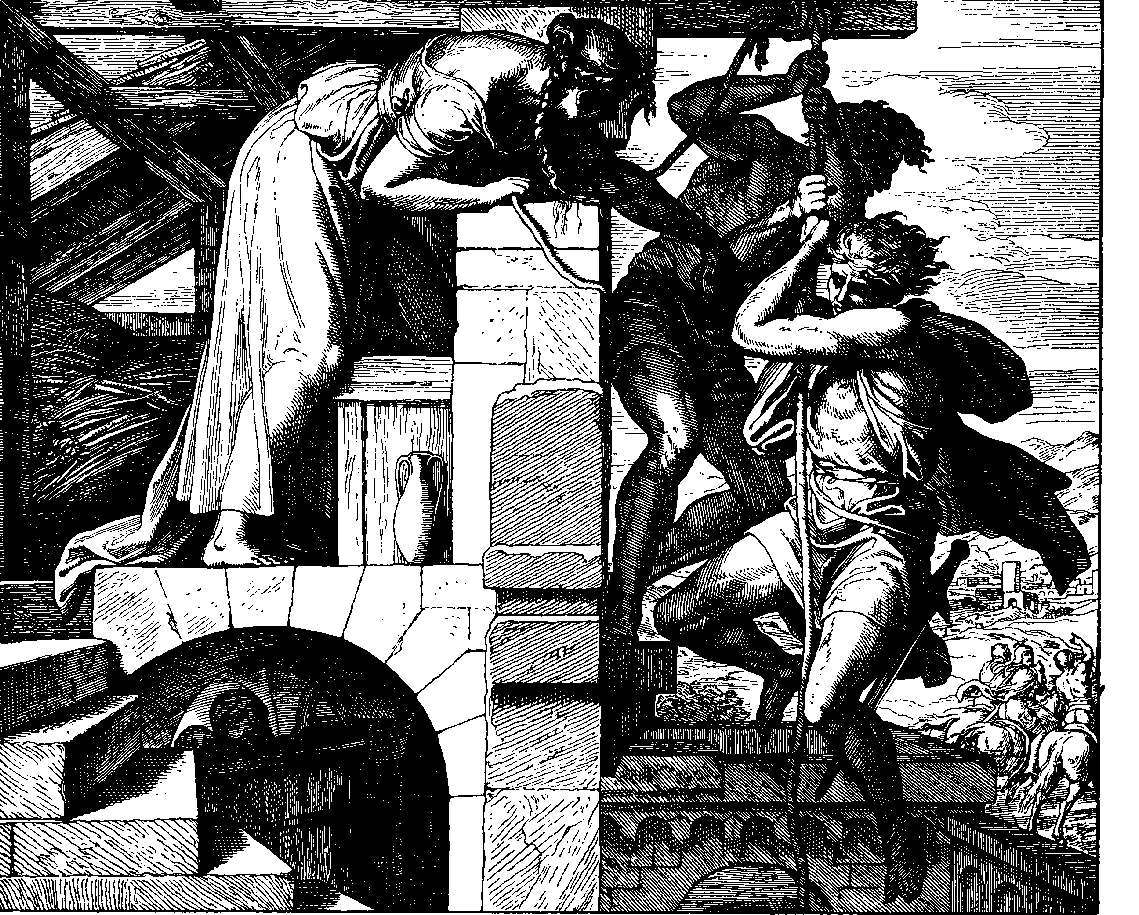
Rahab deixa escapar els espies en aquesta xilografia de 1860 de Julius Schnorr von Karolsfeld

Després d'escapar, els espies van prometre salvar a Rahab i la seva família després de prendre la ciutat, encara que hi hagués una massacre, si ella marcava la seva casa penjant un cordó vermell per la finestra. Alguns han afirmat que el símbol del cordó vermell està relacionat amb la pràctica del "districte vermell".

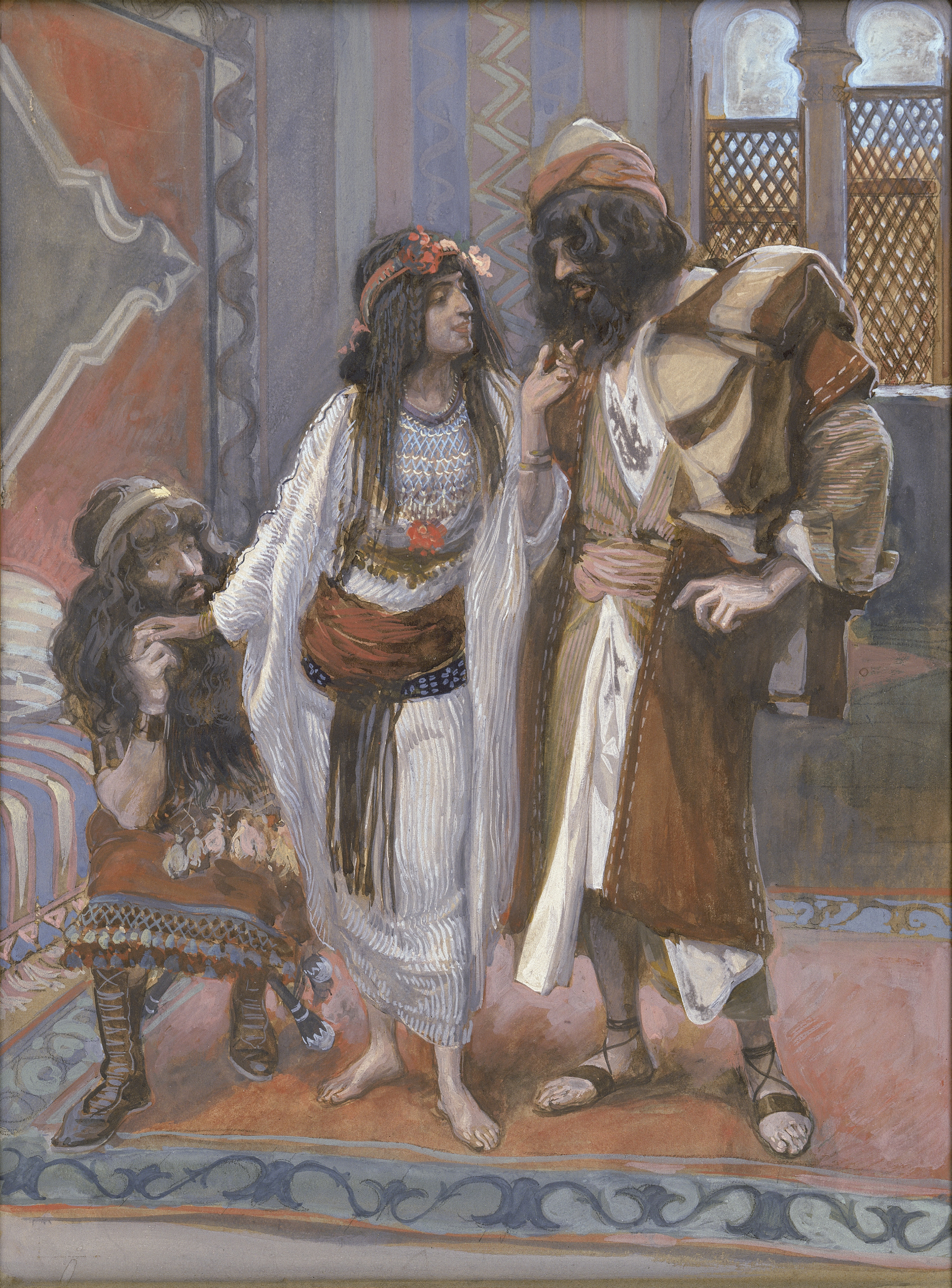
Rahab (centre) a The Harlot of Jericho and the Two Spies de James Tissot.

Quan la ciutat de Jericó va caure, Rahab i tota la seva família van sobreviure a la massacre segons la promesa dels espies i es van incorporar al poble jueu.
Tikva Frymer-Kensky considera Rahab com "intel·ligent, proactiva, complicada i sense por de desobeir i enganyar el seu rei". També atribueix a Rahab ser "una de les primeres salvadores d'Israel" per "la seva lleialtat a Déu i Israel". Com a primera persona no israelita, i en particular la primera dona cananea, que es va aliar amb Israel, les conviccions de Rahab la van portar a protegir els homes enviats per Josuè malgrat els seus antecedents.
Michael Coogan diu que el llibre de Josuè, més que qualsevol altre llibre de la Bíblia, conté narracions etiològiques breus que expliquen els orígens dels rituals religiosos, les característiques topogràfiques, les relacions genealògiques i altres aspectes de la vida israelita antiga, i que la llegenda de Rahab n'és un exemple. Per tant, la història de Rahab donaria una resposta sobre com un grup cananeu es va convertir en part d'Israel malgrat l'ordre deuteronomista de matar tots els cananeus i no casar-se amb ells.

## En la literatura rabínica
Al midrash, Rahab és nomenada com una de les quatre dones més belles que el món hagi conegut mai, juntament amb Sarah, Abigail i Esther. En el Talmud babilònic, Rahab era tan bella que la menció del seu nom podia provocar excitació. Es diu que Rahab es va convertir als 50 anys i es va penedir segons tres pecats, dient:
| «                                 | Mestre de l'Univers! He pecat amb tres coses [amb l'ull, la cuixa i l'estómac]. Per mèrit de tres coses perdoneu-me: la corda, la finestra i la paret [perdoneu-me per haver-me prostituït perquè em vaig posar en perill quan vaig baixar la corda dels espies de la finestra de la paret]." | » |
| — Talmud babiloni, Zevahim 116a–b | |   |

Una tradició similar fa que Rahab declari: "Perdoneu-me pel mèrit de la corda, la finestra i el lli [les tiges de lli sota les quals ocultava els espies]".
Els rabins consideraven Rahab com una digna conversa al judaisme, i van certificar que Rahab es va casar amb Josuè després de la seva conversió. Entre els seus descendents hi havia els profetes Jeremies, Hilquies, Seraies, Mahseies, Baruc, Ezequiel i la profetessa Hulda, encara que al llibre de Josuè no hi ha cap notícia que el líder es casés amb algú o tingués vida familiar. Rahab sovint s'esmenta al costat de Jethro (Yitro) i Naaman com a "exemples positius" dels conversos que es van unir a Israel, i un altre midrash fa que Rahab actuï com a defensora de totes les nacions del món.

## En el Nou Testament
Al Nou Testament, Rahab (en grec Ῥαάβ) del Llibre de Josuè s'esmenta com a exemple de persona de fe i de bones obres. Rahab es coneix com "la prostituta" en cadascun d'aquests passatges.
Una grafia diferent del nom, Rachab (tal com es translitera a la traducció del rei Jaume del grec Ῥαχάβ) s'esmenta a l'Evangeli de Mateu com un dels avantpassats de Jesús. Es va casar amb Salmon de la tribu de Judà i va ser la mare de Boaz. La majoria de les altres bíblies angleses transcriuen el seu nom com a Rahab.

## En la ficció
- Rahab es representa com una ànima virtuosa (a El tercer cercle del cel) a la Divina Comèdia de Dante (Paradiso 9.112 ss.)
- Rahab és una figura del mite de William Blake. Es representa com una prostituta, semblant a la puta de Babilònia, i apareix al costat del personatge de Blake de Tirzah, com a representant del materialisme, la falsa religió i la sexualitat caiguda. L'abraçada de Rahab a Urizen, que representa vagament la raó caiguda, es veu com la consolidació de l'error necessari per produir el Judici Final.

Relats ficticis de la vida de Rahab
- Afshar, Tessa. Pearl in the Sand (2010), ISBN 978-0-8024-5881-0
- Burton, Anne. Rahab's Story (2005), ISBN 0-451-21628-8; Llibre 2 a la sèrie de Burton "Women of the Bible".
- Havel, Carlene i Faucheux, Sharon. The Scarlet Cord (2014), ISBN 1940099692
- MacFarlane, Hannah. The Scarlet Cord (2009), ISBN 1844273709
- Morris, Gilbert. Daughter of Deliverance. ISBN 0-7642-2921-4ISBN 0-7642-2921-4; Llibre 6 de la sèrie "Lions of Judah".
- Rivers, Francine. Unashamed: Rahab (2000), ISBN 978-0842335966; Llibre 2 a la sèrie de Rivers "A Lineage of Grace".
- Slaughter, Frank G. The Scarlet Cord: A Novel of the Woman of Jericho (1956), ISBN 0671774980
- Smith, Jill Eileen. The Crimson Cord: Rahab's Story (2015). ISBN 978 0 8007 2034 6ISBN 978 0 8007 2034 6; Llibre 1 de la sèrie d'Smith "Daughters of the Promised Land".
- Wolf, Joan. This Scarlet Cord: The Love Story of Rahab (2012), ISBN 1595548777
- Jennings, Jenifer. "Crimson Cord" (2017),ISBN 1954105061
- Craig, Naomi. "Rahab's Courage" (2021),

A la televisió
- Rahab és interpretada per Myrna Fahey a la sèrie de televisió de 1967 The Time Tunnel a l'episodi 20 titulat "The Walls of Jericho".
- Rahab és interpretada per Stephanie Leonidas a la minisèrie de televisió de 2013 The Bible